# 黑铜狂蛛
黑铜狂蛛（学名：Zelotes atrocaeruleus）为平腹蛛科狂蛛属的动物。分布于欧洲以及中国大陆的新疆等地，主要栖息于草丛。该物种的模式产地在欧洲。